# Mięśnie przedramienia
Mięśnie przedramienia (łac. musculi antebrachii) – w anatomii człowieka grupa mięśni leżących w obrębie kończyny górnej na przedramieniu. Wyróżnia się tu 19 lub 20 mięśni (w zależności od tego, czy mięsień łokciowy zaliczany jest do mięśni przedramienia lub ramienia), podzielonych na kilka grup. Podstawowy podział wyróżnia grupę przednią, zawierającą zginacze i grupę tylną, zawierającą prostowniki. Te główne grupy dzielone są z kolei na warstwy. Dodatkowo bywa wydzielana także trzecia grupa boczna, w innych ujęciach włączana w obręb grupy tylnej.
Grupa przednia (dłoniowa) mięśni przedramienia zawiera 8 mięśni ułożonych, w zależności od ujęcia, w dwie, trzy lub cztery warstwy. W przypadku dzielenia jej na cztery warstwy do warstwy pierwszej zaliczają się mięsień nawrotny obły, mięsień zginacz promieniowy nadgarstka, mięsień dłoniowy długi i mięsień zginacz łokciowy nadgarstka, do warstwy drugiej mięsień zginacz powierzchowny palców, do warstwy trzeciej mięsień zginacz głęboki palców i mięsień zginacz długi kciuka, a do warstwy czwartej, najgłębszej – mięsień nawrotny czworoboczny. Podział na dwie warstwy wlicza mięśnie warstwy I i II do warstwy powierzchownej, a warstwy III i IV – do warstwy głębokiej. Inny podział wyróżnia trzy warstwy: powierzchowną (mięsień nawrotny obły, mięsień zginacz promieniowy nadgarstka, mięsień dłoniowy długi i mięsień zginacz łokciowy nadgarstka), pośrednią (mięsień zginacz powierzchowny palców) i głęboką (mięsień zginacz głęboki palców, mięsień zginacz długi kciuka i mięsień nawrotny czworoboczny).
Grupa boczna (promieniowa), nie zawsze wyróżniana, zawiera cztery mięśnie: mięsień ramienno-promieniowy, mięsień prostownik promieniowy długi nadgarstka, mięsień prostownik promieniowy krótki nadgarstka i mięsień odwracacz. Jeśli nie jest wyróżniana jako osobna grupa, mięśnie do niej należące zaliczane są do warstwy powierzchownej (mięsień ramienno-promieniowy, mięsień prostownik promieniowy długi nadgarstka, mięsień prostownik promieniowy krótki nadgarstka) i głębokiej (mięsień odwracacz) grupy tylnej, lub wszystkie do grupy bocznej w obrębie grupy tylnej.
Grupa tylna (grzbietowa) zawiera siedem lub osiem mięśni (w przypadku włączania do niej grupy bocznej – jedenaście lub dwanaście) i dzielona jest na warstwę powierzchowną i głęboką, czasem dodatkowo wyróżnia się w jej obrębie grupę boczną. Do warstwy powierzchownej zaliczane są w każdym ujęciu mięsień prostownik palców, mięsień prostownik palca małego i mięsień prostownik łokciowy nadgarstka. Jeżeli mięsień łokciowy zaliczany jest do mięśni przedramienia (a nie mięśni ramienia) to należy również do tej warstwy. Gdy nie jest wyróżniana grupa boczna, należą tu też trzy mięśnie do niej zaliczane (mięsień ramienno-promieniowy, mięsień prostownik promieniowy długi nadgarstka, mięsień prostownik promieniowy krótki nadgarstka). Do warstwy głębokiej grupy tylnej należą mięsień odwodziciel długi kciuka, mięsień prostownik krótki kciuka, mięsień prostownik długi kciuka, mięsień prostownik wskaziciela, a jeżeli nie jest wyróżniana grupa boczna, to także mięsień odwracacz.